# ハンドボールアルジェリア代表
ハンドボールアルジェリア代表はアルジェリアハンドボール連盟(FAHB)によって編成されるアルジェリアのハンドボールナショナルチームである。[アフリカハンドボール連盟]に所属する。アフリカ選手権においてはチュニジア、エジプトに次ぐ7回の優勝を果たしている。

## 成績

### オリンピック
- 1980年 - 10位
- 1984年 - 12位
- 1988年 - 10位
- 1996年 - 10位

### 世界選手権
- 1974年：15位
- 1982年：16位
- 1986年：16位
- 1990年：16位
- 1995年：16位
- 1997年：17位
- 1999年：15位
- 2001年：13位
- 2003年：18位
- 2005年：17位
- 2009年：19位
- 2011年：15位
- 2013年：17位
- 2015年：24位
- 2021年：22位
- 2023年：31位
- 2025年：30位

### アフリカ選手権
- 1976年：2位
- 1979年：3位
- 1981年：優勝
- 1983年：優勝
- 1985年：優勝
- 1987年：優勝
- 1989年：優勝
- 1991年：2位
- 1992年：3位
- 1994年：2位
- 1996年：優勝
- 1998年：2位
- 2000年：2位
- 2002年：2位
- 2004年：4位
- 2006年：5位
- 2008年：3位
- 2010年：3位
- 2012年：2位
- 2014年：優勝
- 2016年：4位
- 2018年：6位
- 2020年：3位
- 2022年：5位
- 2024年：2位